# Hans Verweij
Johannes Cornelis Marie (Hans) Verweij (Rotterdam, 15 augustus 1928 - 18 maart 2011) was een Nederlands schilder en tekenaar. Hij vervaardigde zowel figuratief als abstract werk met landschappen en figuren als centraal thema.

## Biografie
Hans Verweij was de zoon van Cornelis Maria Verweij en Wilhelmina Antonia Stevens. Hij studeerde aan de Academie voor Beeldende Kunsten te Rotterdam, tegenwoordig de Willem de Kooning Academie. Hij was actief als kunstenaar in Rotterdam vanaf 1958. Hij begon in die tijd met abstract werk opgebouwd uit geometrische elementen, mede onder invloed van Paul Klee. Vanaf 1967 ontwikkelde hij een meer abstract expressionisme.
Vanaf 1969 was hij getrouwd met Anna Verwey, een textielkunstenares. Samen woonden ze achter de Beukelsdijk in Rotterdam-West in een huis volgestouwd met boeken. Zijn beste vriend was Mathieu Ficheroux, met wie hij het schildersvak deelde. In de autobiografische roman De Hef, voerde Cornelis Bastiaan Vaandrager Verweij op als de "intelligente painter."
In 1978 werd Verweij onderscheiden met de Hendrik Chabot Prijs en in 1985 met de Grote Herfstsalonprijs hoofdprijs.

## Werk en waardering
In het begin van de jaren 60 ontwierp Hans Verweij een groot glas-in-betonraam voor twee kerken: de Vredevorstkerk in Schiebroek uit 1964, en de Verrijzeniskerk uit 1965-67 van de architecten B. en W. Lengkeek. Het eerste ontwerp betrof een beeltenis van de verrijzenis van Christus.
Tijdens een opening van een expositie van Hans Verweij in 2008 in de RAM galerie in Rotterdam sprak Rien Vroegindeweij: 
Wat moet je, als opener, over Hans Verweij zeggen. Zelf is hij een man van weinig woorden. Over de kunst in het algemeen wil hij nog wel eens een rake opmerking maken, maar je moet wel heel erg aandringen om iets over zijn eigen kunst van hem te weten te komen. En als dat lukt, wat krijgen we dan te horen? Bij voorbeeld:

'Een schilderij is een lap linnen met verf erop. Meer niet. Dat is het en blijft het. En toch is een schilderij méér. Dat is het punt waar het praten moet ophouden en het kijken begint. Waarover men niet spreken kan, moet men zwijgen. Waar het praten ophoudt begint het kijken.'
Volgens Rien Vroegindeweij was er ook een andere kant aan Verweij:
...Hans Verweij [was] wel degelijk een man van het woord, met name van het geschreven woord, want ik ken hem als een groot liefhebber van de wereldliteratuur, als een scherpzinnig en kritisch lezer. En dat is een talent dat onder beeldende kunstenaars toch uniek genoemd kan worden...
Tijdens een andere expositie met collage-poëzie van Vaandrager en de architect Reid de Jong voerde Hans Verweij het openingswoord en kwam met een memorabele "experimenteel getinte toespraak." Hij was ook betrokken bij Poetry International. Zo reconstrueerde hij de oorspronkelijke vlag aan de hand van bewaard gebleven werktekeningen, die werd gehesen op 17 december 1987, de dag dat Poetry International verzelfstandigde.

## Publicaties, een selectie
- Bob den Uyl, Een zwervend bestaan, verhalenbundel over de eminente kunstenaar J.C. Verweij, 1977.
- Hein van Haaren en Hans Walgenbach (voorwoord), VERWEIJ~Hans. Hans Verweij #*. Monografie van de Rotterdamse beeldend kunstenaar (1928) Stichting de Bovenkamer, Dreischor, 2004.
- Hans Verweij. Hans Verweij, interieurs, RAM Galerie, Rotterdam, 2008.
- Hans Verweij : " Het is geen pretje " : in Kunst aan de Rotte ::: Interviews met twaalf Rotterdamse kunstenaars door Michel Ball ::: 1998, ARCO-ROTTERDAM